# L’Hosmes
Hosmes – miejscowość i gmina we Francji, w regionie Normandia, w departamencie Eure.
Według danych na rok 1990 gminę zamieszkiwały 102 osoby, a gęstość zaludnienia wynosiła 15 osób/km² (wśród 1421 gmin Górnej Normandii Hosmes plasuje się na 794 miejscu pod względem liczby ludności, natomiast pod względem powierzchni na miejscu 547).